# Loukanikos
Loukanikos (transliterado do grego λουκάνικος, que significa "salsicha") também chamado de Riot Dog, ou abreviado como Louk (Atenas, c. 2004 — maio de 2014) foi um cachorro que ganhou fama após sua participação nas manifestações contra cortes em gastos públicos na Grécia durante a Crise da dívida pública da Zona Euro.
O cão tornou-se o símbolo da resistência grega contra os cortes de gastos públicos, além de ganhar website próprio, onde eram encaminhadas as notícias sobre o andamento das manifestações.
Sua fama consagrou-se em 2011 quando a revista Time distinguiu-o na sua edição de "Pessoa do Ano", que naquele ano consagrou "O Manifestante", abrindo uma exceção para ele como "Animal do Ano".

## Contexto cultural
Ao contrário de outros países europeus, que praticam o extermínio de animais de rua, na Grécia os cães são cuidados pelo poder público municipal; numa característica dos gregos, tais bichos são localizados, vacinados, recebem um chip de identificação e uma coleira com número de telefone para contato caso causem problemas e, finalmente, devolvidos às ruas onde vivem soltos.
Em 2011 a diretora do serviço para animais de rua de Atenas, Anna Makri, explicou essa postura: "Na maioria dos países europeus, resolvem o problema com eutanásia. Mas a cultura grega é contra isso. A nossa lei procura antes ir no sentido da reabilitação dos cães. As pessoas aqui tomam conta deles e amam-nos. São como que os cães de toda a gente".

## Biografia
Loukanikos vivia em Atenas e recebera o nome de "Teodoro" (em grego: Θόδωρο) por um homem que o acolhera, quando ainda jovem.
Por dois anos vagou entre os insurgentes no centro da capital grega, sendo atingido por produtos químicos lançados pela polícia, e tendo o corpo ferido pelas seguidas agressões das forças de repressão.
A notoriedade veio em março de 2011 quando sua atuação foi retratada por veículos de comunicação de todo o mundo, tais como BBC, CNN ou Al Jazeera até que atingiu o auge, finalmente, quando a revista Time o incluiu na sua personalidade do ano de 2011, e o descreveu ali como o "cão da linha de frente" e um "revolucionário".  Fazendo uma distinção especial, a revista o considerou para ser também o "Animal do Ano", categoria na qual ficou no segundo lugar, perdendo apenas para o cão que acompanhou a equipe que participara da captura e morte de Osama Bin Laden.
"Loukanikos odeia as medidas de austeridade da Grécia, os políticos corruptos e a situação do povo grego. E, como um manifestante dedicado, ele está disposto a enfrentar a polícia anti-motim e gás lacrimogêneo por suas crenças. Ou isso, ou o cão mais famoso de Atenas gosta da comida e da atenção que lhe ofereceram os manifestantes gregos. Seja qual for a causa da sua lealdade, Loukanikos (que se traduz por "Sausage" em inglês) latiu e marchou ao lado de manifestantes desde o início dos protestos em dezembro de 2008."— Time
Por esta época foram criados perfis em redes sociais, onde fotografias e notícias de Loukanikos eram compartilhadas, e recebeu o epíteto de "cão anarquista".
Ele desapareceu da praça Syntagma em 2012, reaparecendo na casa do homem que lhe dera o nome de Theodoros, machucado e com sérios problemas de saúde; ali viveu, anônimo, os dois últimos anos de sua vida.
Loukanikos faleceu em maio de 2014, segundo a família que o acolheu, embora o anúncio somente tenha ocorrido em outubro daquele ano. Segundo foi apurado, um veterinário que cuidava dele diagnosticara que padecia das sequelas do gás lacrimogênio e outros produtos químicos que aspirara no longo tempo em que atuou na vanguarda dos protestos; o anônimo que cuidava dele declarou a um conhecido: "ele estava deitado no sofá, adormecido, quando seu coração de repente parou de bater. Teodoro, ele se foi".
Foi sepultado numa praça de Atenas, como registrou um jornalista grego: "Hoje, o herói de quatro patas que escreveu sua própria história nas ruas de Atenas fica à sombra de uma árvore, em uma colina no centro da capital." 

## Impacto cultural
O papel de Louk nos protestos contra a troika inspirou o cantor estadunidense David Rovic a compor a canção Riot Dog, em sua homenagem.